# Staalborstel

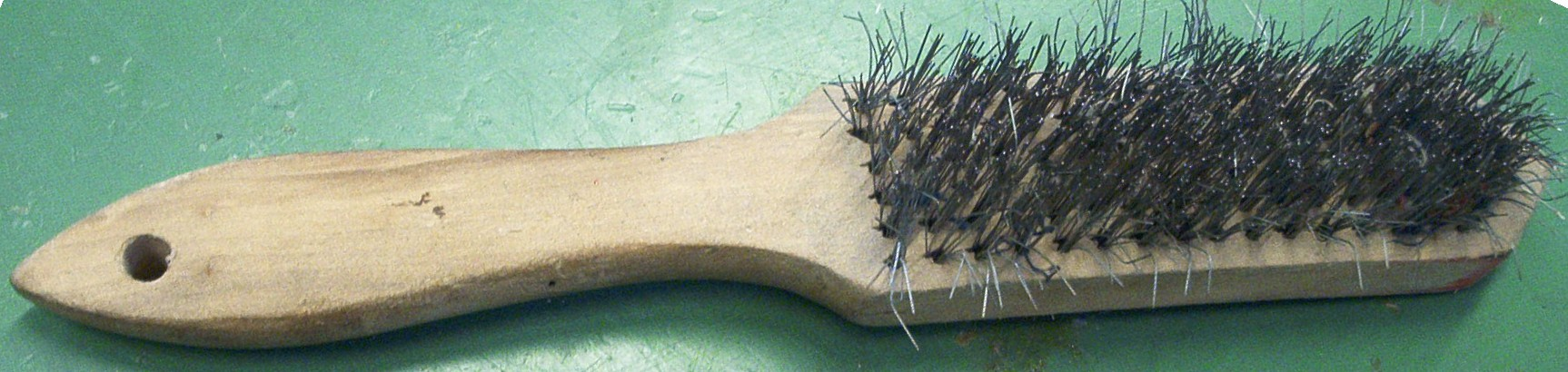
Staalborstel-handmodel

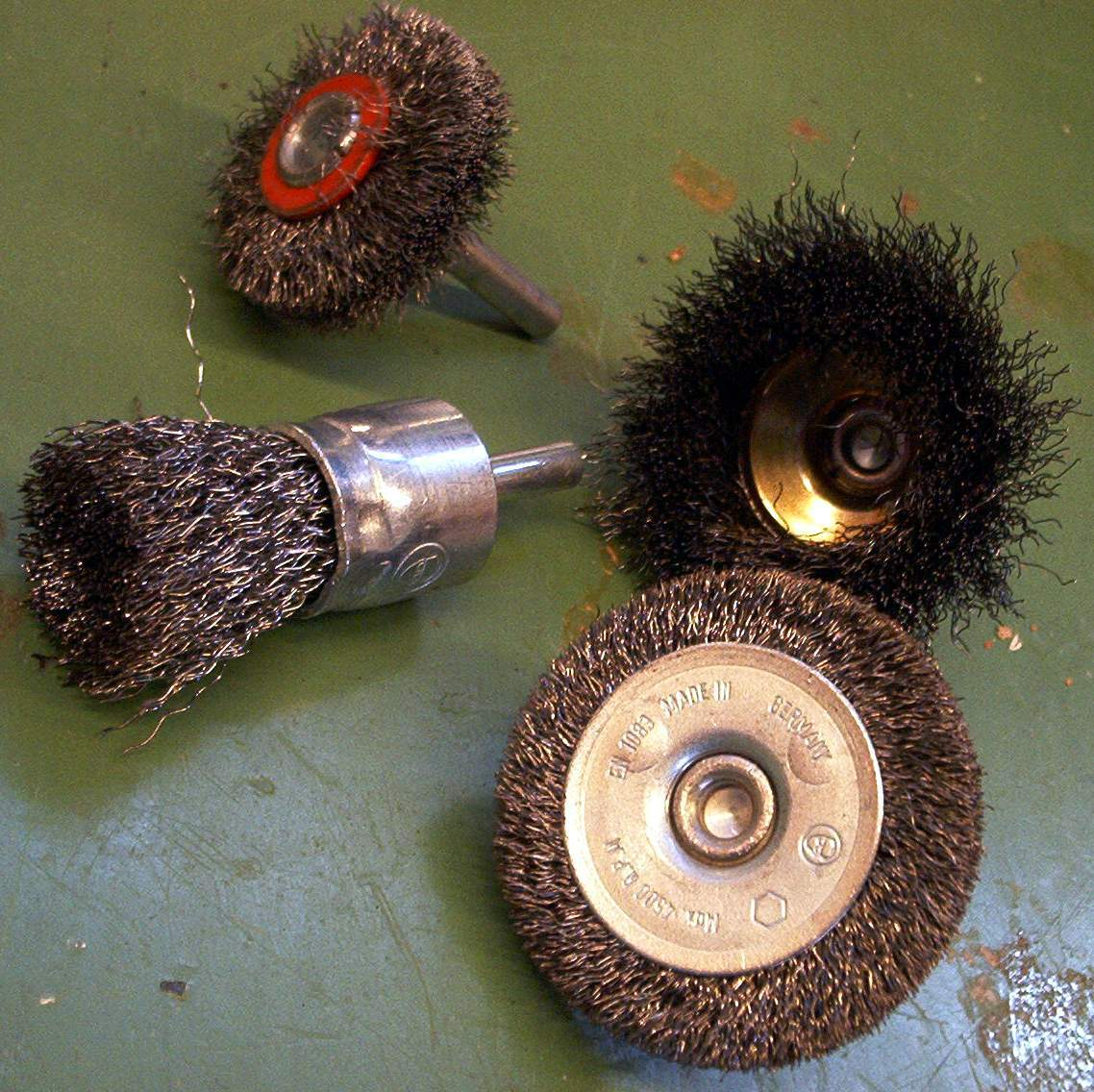
Enkele roterende Komstaaldraadborstels

Een staalborstel is een borstel met stalen haren. De basis bestaat uit een beukenhouten blok met een tot handvat gemodelleerd einde. In het blok zijn een aantal blinde gaten geboord. Hierin zitten bundeltjes van (meestal) staaldraad vastgelijmd.
Deze wordt gebruikt om roest en vuil van ijzer en staal te raspen.
Er zijn ook staalborstels die op machines gemonteerd kunnen worden: op een elektrische slijpmachine of een haakse slijper bijvoorbeeld. Dat zijn dan: radiale borstels met schacht of met asgat, komstaalborstels met schacht of met asgat, kopstaalborstels met stift of met asgat of stiftstaalborstels.